# Xenoglossy

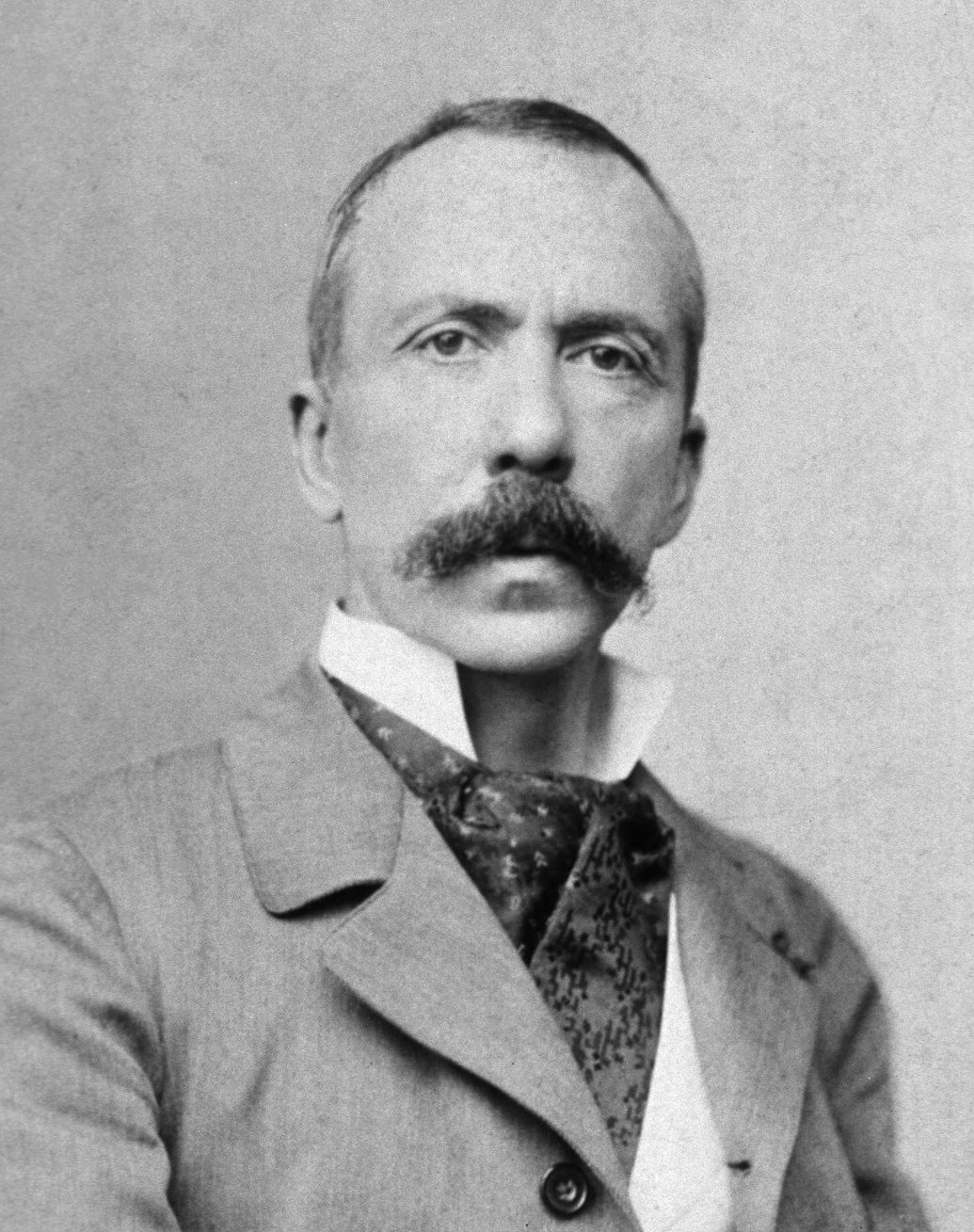
Charles Richet đặt ra thuật ngữ xenoglossy vào năm 1905.

Xenoglossy (/ˌziːnəˈɡlɒsi, ˌzɛ-, -noʊ-/), cũng được viết xenoglossia (/ˌziːnəˈɡlɒsiə, ˌzɛ-, -noʊ-/), đôi khi là Xenolalia, là thuật ngữ chỉ hiện tượng siêu linh về người có khả năng nói hoặc viết được những ngôn ngữ mà họ chưa từng tiếp xúc hoặc được học. Thuật ngữ bắt nguồn từ tiếng Hy Lạp ξένος (xenos) "người nước ngoài" và γλῶσσα (glōssa) "lưỡi" hay "ngôn ngữ". Từ xenoglossy được nhà siêu linh học Charles Richet đưa ra năm 1905. Những câu chuyện về xenoglossy được tìm thấy trong Kinh Thánh, những tuyên bố đương đại về xenoglossy được thực hiện bởi các nhà siêu linh học và đầu thai học như Ian Stevenson. Không có bằng chứng khoa học nào cho thấy xenoglossy có thật trong thực tế.

## Lịch sử
Những câu chuyện về khả năng đặc biệt của một số người có thể đọc, nói, viết hoặc hiểu một ngoại ngữ xa lạ đã xuất hiện trong Kinh Thánh và các tài liệu Kitô giáo khác đã truyền cảm hứng cho các câu chuyện tương tự vào thời Trung cổ. Tuyên bố về khả năng này đã được đưa ra bởi các nhà tôn giáo vào thế kỷ XIX, cũng như Phong trào Ngũ tuần trong thế kỷ XX, nhưng không có bằng chứng khoa học. Những tuyên bố về xenoglossy gần đây được công bố bởi các nhà nghiên cứu về hiện tượng đầu thai, cho rằng con người có thể nhớ các ngôn ngữ mình đã nói trong kiếp trước. Một số báo cáo về xenoglossy đã nổi lên trong những bài báo lớn, chẳng hạn như tay đua tốc độ người Séc Matěj Kůs vào tháng 9 năm 2007 được cho là đã tỉnh dậy sau một cú va chạm và có thể trò chuyện bằng tiếng Anh một cách thành thạo; tuy nhiên, các báo cáo về việc anh nói ngoại ngữ thành thạo hoàn toàn dựa trên các câu chuyện giả tượng của các đồng đội của anh kể.

## Báo cáo đáng chú ý

### Ian Stevenson
Nhà nghiên cứu Parapsychologist và bác sĩ tâm thần tại Đại học Virginia Ian Stevenson tuyên bố có một số ít trường hợp có thể là bằng chứng cho xenoglossy. Chúng bao gồm việc bị thôi miên và có thể nói chuyện như người nước ngoài, thay vì chỉ có thể đọc thuộc lòng từ nước ngoài. Sarah Thomason, một nhà ngôn ngữ học tại Đại học Michigan, đã xét lại các trường hợp này, kết luận rằng "bằng chứng quá yếu để có thể chứng minh cho xenoglossy".
- Stevenson đã điều tra một bà nội trợ người Mỹ tên là "T.E.", người được cho là một nông dân nam tại Thụy Điển tên "Jansen Jacoby", ông đã báo cáo người được điều tra trò chuyện được bằng tiếng Thụy Điển, dù không lưu loát. Tuy nhiên, sự phân tích lại của Thomason kết luận rằng "Jensen" không thể thuyết phục khi trò chuyện bằng tiếng Thụy Điển, cho rằng dù "Jensen" có thể nói 100 từ, nhưng không ấn tượng so với hàng nghìn từ bởi những người bản xứ, thậm chí còn có giới hạn trong ngữ cảnh của tiếng Thụy Điển.[7] Thomason còn phát hiện "Jensen" không nói những câu phức tạp, chủ yếu đưa ra vài câu trả lời đơn giản, cuối cùng bà kết luận "Chứng minh của Stevenson hoàn toàn không phải là không thuyết phục, nhưng nói Jensen có khả năng nói tiếng Thụy Điển là không phải".[7] Nhà ngôn ngữ học William Samarin đã đưa ra kết luận tương tự Thomason.[13]
- Stevenson cũng điều tra một người phụ nữ tên Dorales Jay, người được cho là một cô gái người Đức tên "Gretchen". Ông tuyên bố cô gái có thể trò chuyện tiếng Đức. Nhưng bà Thomason cho rằng chứng cứ không thuyết phục, kết luận "Gretchen" không thể nói trôi chảy tiếng Đức và cô chỉ lặp lại các câu tiếng Đức với ngữ điệu khác nhau, hoặc một tiếng của một hoặc hai từ. Thomason nhận thấy từ vựng của "Gretchen" chủ yếu là "phút", và phát âm ra thành "điểm", thêm rằng Dorales Jay đã tiếp xúc trước đó với tiếng Đức trong các chương trình truyền hình và đã đọc một cuốn sách Đức.[7]

William J. Samarin, một nhà ngôn ngữ học của Đại học Toronto đã viết rằng Stevenson đã chọn người không chọn lọc và không chuyên nghiệp. Ông cho biết Stevenson đã trao đổi thư từ với một nhà ngôn ngữ học trong sáu năm "mà không đưa ra bất kỳ thảo luận nào về việc mà một nhà ngôn ngữ học cần biết". Ông cũng cho biết thêm các cộng tác viên của Stevenson là tín đồ của những hội huyền bí.
Giáo sư William Frawley trong một bài đánh giá cho Unlearned Language: New Studies in Xenoglossy của Stevenson (1984) cho ông quá chấp nhận cho cách giải thích này của Stevenson là phi lý. Trong một trường hợp, một cô gái trả lời có, không bằng tiếng Đức mà Frawley không thấy ấn tượng. Mặt khác, cô gái có thể nói tiếng Bengal nhưng phát âm kém. Frawley lưu ý rằng cô được nuôi dạy bằng tiếng Marathi (một ngôn ngữ liên quan tới tiếng Bengal), đã học tiếng Phạn vốn là tiền thân của cả tiếng Marathi và Bengal. Ông kết luận Stevenson không thể lấy những trường hợp này làm bằng chứng".
Nhà tâm lý học David Lester cũng đánh giá các trường hợp của Stevenson chỉ tập trung vào ngữ pháp cộng thêm việc phát âm sai một số từ và không thể nói một từ vựng rộng, nên không thể là bằng chứng cho xenoglossy.

### Alfred Hulme
Vào đầu thế kỷ XX, Alfred Hulme, một nhà Ai Cập học tự xưng, điều tra một cô gái trẻ tên Ivy Carter Beaumont còn được gọi là "Rosemary" từ Blackpool, Anh, người tuyên bố là công chúa Babylon chuyển kiếp. Hulme đã thuyết phục cô nói một phương ngữ Ai Cập cổ đại. Tuy nhiên, theo nhà ngôn ngữ học Karen Stollznow thì một số học giả đã kiểm tra độc lập và xác định báo cáo của Hulme không chính xác. Hulme được cho là không phân biệt được ngôn ngữ Ai Cập trung và Hậu Ai Cập, ngoài ra họ cũng có bằng chứng cho thấy ông đã làm sai kết quả.